# Bazilika svaté Cecílie v Trastevere

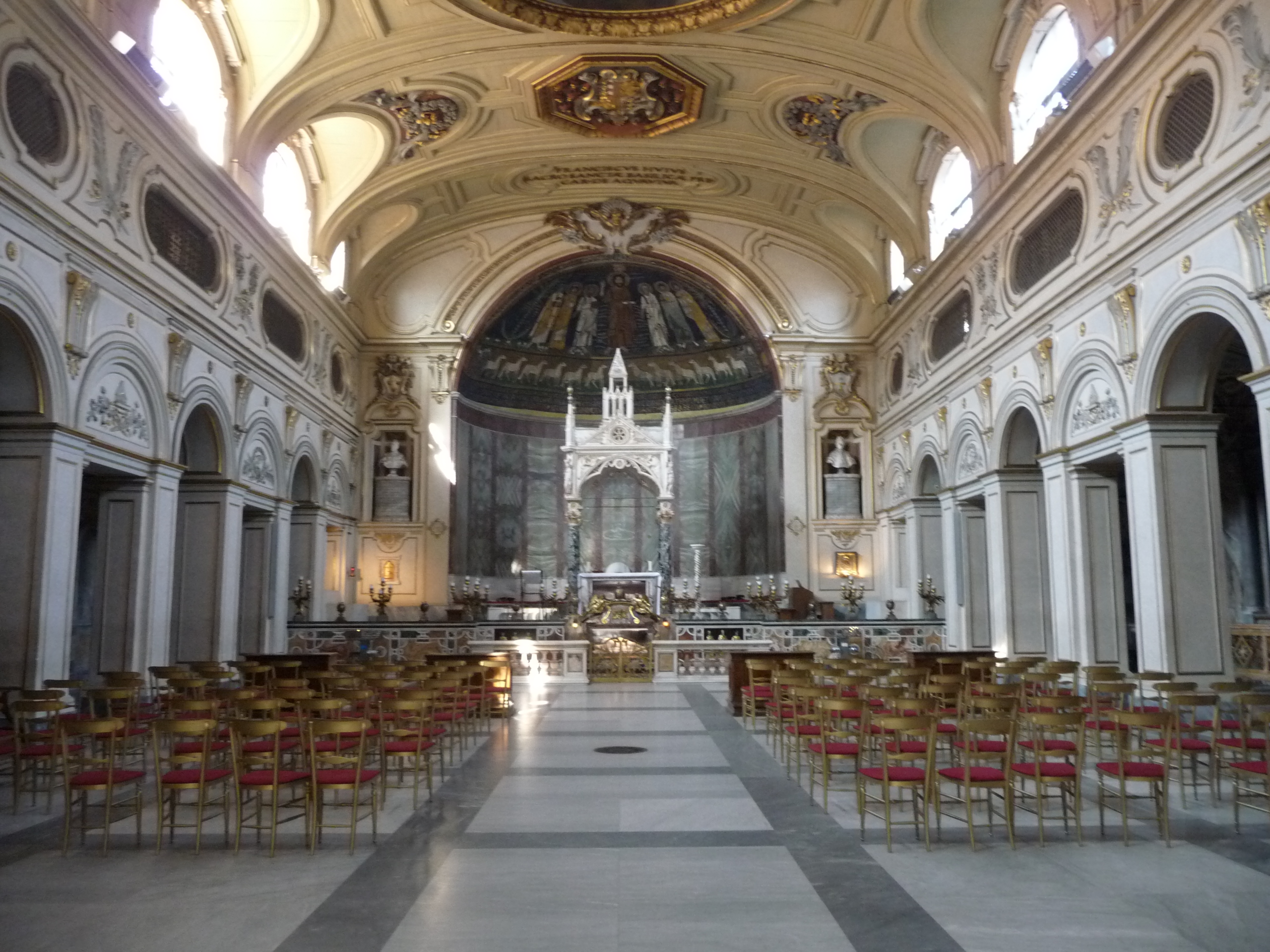
Interiér

Bazilika sv. Cecílie v Trastevere (italsky Santa Cecilia in Trastevere, latinsky Sanctae Ceciliae trans Tiberim) je římský kostel, zasvěcený zdejší prvomučednici svaté Cecílii. Má statut menší baziliky – basilica minor a od počátku je titulárním kostelem římských kardinálů. Chrám leží na Piazza di Santa Cecilia ve východní části čtvrti Trastevere, jen tři desítky metrů od řeky Tibery.

## Dějiny
Sv. Cecílie žila ve 3. století v Římě v domě na místě tohoto kostela. Byla křesťankou a svého manžela Valeriana podle legendy obrátila na víru o svatební noci, tak, že jejich další soužití bylo pouze platonické. Tradice zaznamenaná Zlatou legendou a Římským martyrologiem praví, že byla z příkazu císaře Septima Severa uvězněna v calidariu (lázni) svého domu, kde po 3 dny zpívala. Její hudební zájmy potvrzuje patronát hudby, na obrazech hraje na varhany. Římští vojáci ji roku 230 měli zabít, zázrakem se jim napoprvé nepodařilo setnout jí mečem hlavu. Při druhém útoku jí probodli hrdlo a Cecílie zemřela.

## Stavba
Z původní křesťanské svatyně se dochovaly jen archeologicky doložené fragmenty základového zdiva antického domu (údajně obytného domu sv. Cecílie a Valeriána) a koželužské dílny. První baziliku na tomto místě dal postavit papež Paschalis I. počátkem 9. století. Ten také dal roku 820 vyzvednout tělo sv. Cecílie z Kalixtových katakomb a přenést je pod hlavní oltář, kde spočívá dosud (tzv. translace). Jeho čin legenda vykládá jako uskutečnění snu.
Před vchodem do kostela je předložen obdélný dvůr se zahradou s vodotryskem a antikizujícím džbánem-kráterem uprostřed, po straně je malá kašna. Vstupní prospekt uzavírá monumentální brána, kterou navrhl Ferdinando Fuga v polovině 18. století. Kampanilu (zvonici) a portikus zdobí mozaika.
Dnešní trojlodní bazilika sv. Cecilie je pozdně renesanční stavba z roku 1599, kterou dal zbudovat zdejší titulární kardinál Paolo Emilio Sfondrati, a upravená kolem poloviny 18. století. Je ovšem postavená na středověkých základech s využitím středověké chrámové apsidy, gotického ciboriového baldachýnu a 20 antických sloupů, které jsou obestavěny pilastry z římského cementu. Ze středověké stavby se dále dochovalo podzemí s kryptou a kaplí razantně upravenou v 19. století. Krypta má mramorovou mozaikovou podlahu od bratří Cosmatů ze 13. století.

## Interiér
Apsida:

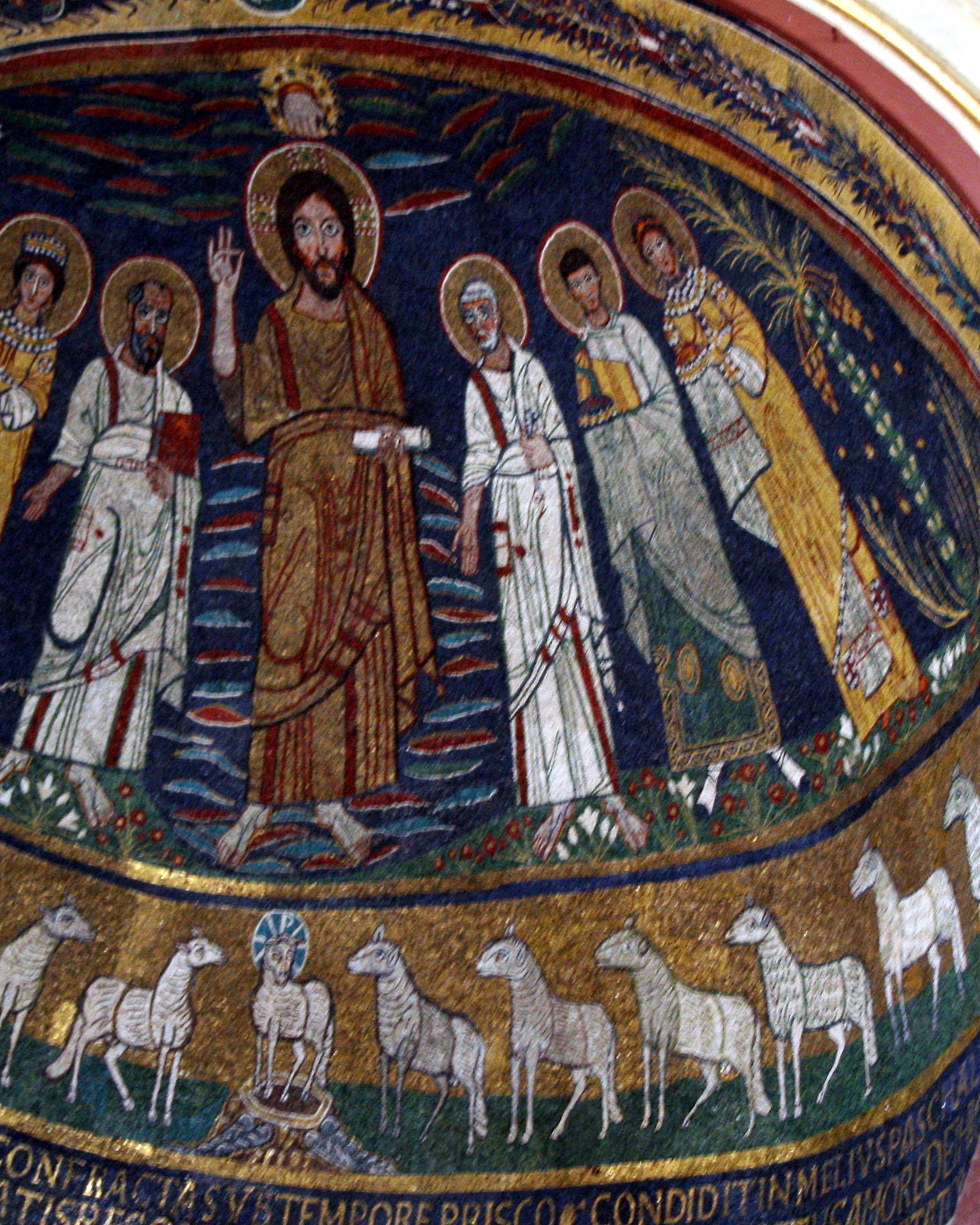
Mozaika v apsidě (9. stol.)

Mozaika: Kristus je vyobrazen jako Spasitel světa (Salvator mundi) mezi svatými apoštoly Petrem a Pavlem, Agátou (Hátou) a se sv. manželi Valeriánem a Cecílií. Papež Paschalis I. je vyobrazen stojící s modelem baziliky v rukou, a sv. Cecílie ho představuje Kristovi. Jde o pozměněnou byzantinizující verzi mozaiky z římského kostela Sv. Kosmy a Damiána, pochází z 9. století.
Oltářní baldachýn je raně gotický, z bílého mramoru jej vytesal sochař Arnolfo di Cambio koncem 13. století (1293); gotickou fresku s výjevem Poslední soud v téže době namaloval Pietro Cavallini.
Hlavní oltář: do menzy je vložena pozdně renesanční socha umučené sv. Cecílie v životní velikosti, z bílého cararrského mramoru. Vytesal ji roku 1600 tehdy třiadvacetiletý Stefano Maderno. Sochař se údajně dal inspirovat neporušeným tělem světice, které v kostele zhlédl při otevření jejího hrobu roku 1599.
Hlavní loď má na klenbě fresku s výjevem Apoteóza Svaté Cecílie, kterou roku 1727 namaloval Sebastiano Conca.
Severní loď: Dva barokní oltářní obrazy namaloval Guido Reni: Svatý Valerián a svatá Cecílie a Stětí svaté Cecílie (kolem 1640).
Kaple rodu Ponziani má gotickou malbu Bůh Otec a evangelisté (1470), kterou vytvořil Antonio del Massaro (Antonio da Viterbo, zvaný též Il Pastura).
Kaple svatých relikvií: fresku a oltář vytvořil Luigi Vanvitelli.